# Zürich Bay Bandits
Gli Zürich Bay Bandits sono stati una squadra svizzera di football americano di Zurigo.
Nel 1993 si sono fusi con i Bülach Giants per formare gli Zürich Falcons

## Dettaglio stagioni

### Tackle football

#### Tornei nazionali

##### Campionato

###### Lega Nazionale A/Campionato SAFV
| Stagione | regular season | regular season | regular season | regular season | regular season | regular season | playoff | playoff | playoff | playoff | playoff | playoff      | playoff         |
|          | Vin            | Par            | Per            | Tot            | PF             | PS             | Vin     | Per     | Tot     | PF      | PS      | risultato    | avversaria      |
| -------- | -------------- | -------------- | -------------- | -------------- | -------------- | -------------- | ------- | ------- | ------- | ------- | ------- | ------------ | --------------- |
| 1992     | 2              | 0              | 4              | 6              | 101            | 106            | 0       | 3       | 3       | 32      | 96      | Quarto posto | Geneva Seahawks |
| Totale   |                |                |                |                |                |                |         |         |         |         |         |              |                 |

Fonti: Enciclopedia del Football - A cura di Roberto Mezzetti; Sito storico SAFV

##### Campionati giovanili

###### Under-19/Juniorenliga
| Stagione | regular season | regular season | regular season | regular season | regular season | regular season | playoff | playoff | playoff | playoff | playoff | playoff   | playoff    |
|          | Vin            | Par            | Per            | Tot            | PF             | PS             | Vin     | Per     | Tot     | PF      | PS      | risultato | avversaria |
| -------- | -------------- | -------------- | -------------- | -------------- | -------------- | -------------- | ------- | ------- | ------- | ------- | ------- | --------- | ---------- |
| 1992     | 0              | 0              | 10             | 10             | 0              | 141            | -       | -       | -       | -       | -       | -         | -          |
| Totale   | 0              | 0              | 10             | 10             | 0              | 141            | -       | -       | -       | -       | -       |           |            |

Fonte: Sito storico SAFV